# Otto Sommer (Fußballspieler)
Otto Sommer (* 1. Januar 1905 in Hamburg; † 1995) war ein deutscher Fußballspieler. Der Offensivspieler gehörte in den Jahren 1922/23 und 1927/28 dem Spielerkader des Hamburger SV an, welcher zweimal die deutsche Fußballmeisterschaft errang.

## Karriere

### Hamburg, 1919–1931
Gebürtig im Hamburger Stadtteil Harvestehude, ist Sommer in der Gegend zwischen Hochallee und Rothenbaumchaussee aufgewachsen. Dort, beim damaligen Velodrom, hat ihn Paul Hauenschild, der berühmte Mäzen des HSV, beim freien „Kicken“ mit anderen Jungs, „entdeckt“ und zu dem am 1. Juni 1919 nach Fusion entstandenen Hamburger SV gebracht. Sein Vater von Beruf Schuhmacher, hatte bereits beim FC 88 für die Instandhaltung der Bälle und Schuhe gesorgt und war später zusätzlich auch noch als Platzwart am Rothenbaum im Einsatz gewesen.
Ein besonders Ereignis für den Jugendspieler war die Reise im August 1922 nach Leipzig. Dort wurde das Wiederholungsspiel um die deutsche Meisterschaft zwischen dem HSV und dem 1. FC Nürnberg ausgetragen. Mit seinen Kameraden aus der Jugend machte Sommer gegen Hertha BSC das Vorspiel und erlebte anschließend hinter dem Tor von Heiner Stuhlfauth liegend, die Dramaturgie des erneuten Unentschiedens (1:1 n. V.) und des Abbruches vor Beginn der zweiten Verlängerung, hautnah.
Das erste Pflichtspiel in der norddeutschen Liga (Alsterkreis) absolvierte der im Angriff vielseitig einsetzbare Nachwuchsspieler am 15. Januar 1922 bei einem 7:0-Erfolg gegen St. Pauli. Durch das bereits wenige Tage nach seinem 17. Geburtstag bestrittene Pflichtspiel für den HSV ist er damit in der Kategorie „jüngster Spieler in einem Pflichtspiel“, der, soweit bekannt, „eigentliche“ Rekordmann; belegt in: Jens Reimer Prüß (Hrsg.), Hartmut Irle: Tore, Punkte, Spieler. Die komplette HSV-Statistik., abgesehen von weiteren Debütanten mit unbekanntem Geburtsdatum. Er agierte auf Halblinks an der Seite von Walter Kolzen, Ludwig Breuel, Otto Harder und Hans Rave und erzielte zwei Tore. Durch seinen Einsatz am 27. Mai 1923 beim 3:2-Auswärtserfolg im Halbfinale um die deutsche Meisterschaft in Stettin gegen den VfB Königsberg, hatte er bereits mit 18 Jahren aktiven Anteil am Meisterschaftsgewinn des Hamburger SV in der Saison 1922/23. Er fühlte sich aber lange Zeit unterschätzt, wurde gerne als Kofferträger und zum Bälleaufpumpen abgestellt und empfand die „Cliquenwirtschaft im Verein und in der Mannschaft“ negativ und spielte deshalb 1923/24 und 1924/25 für zwei Jahre bei Victoria Hamburg.
Nach seiner Rückkehr zu den „Rothosen“, 1925/26, kam er in der Endrunde um die deutsche Meisterschaft in den zwei Spielen gegen den Duisburger SV (3:1) und Fortuna Leipzig (6:2) auf Rechtsaußen zum Einsatz. Als der HSV in der Saison 1927/28 mit einem 5:2-Sieg gegen Hertha BSC erneut die deutsche Meisterschaft gewann, hatte Sommer zuvor in der Alsterstaffel beim Meisterschaftserfolg mit 29:3 Punkten (101:22-Treffer) in 15 Ligaspielen (wie Harder, Otto Carlsson und Lang) zwölf Tore erzielt.
Als Auswahlspieler von Norddeutschland (NFV) war der Angreifer in der Saison 1926/27 im Wettbewerb des Bundespokals im Halbfinalspiel am 16. Januar 1927 auf dem Victoria-Platz Hoheluft gegen Mitteldeutschland aktiv. Er spielte beim 3:2-Erfolg auf Rechtsaußen an der Seite seiner HSV-Kollegen Wilhelm Blunk, Albert Beier, Hans Lang, Arthur Warnecke, Franz Horn, Eduard Wolpers und Hans Rave. Beim Sieg von Norddeutschland im Jahr 1930, hatte Sommer in den Spielen gegen Westdeutschland (4:1; mit Ernst Kuzorra, Fritz Szepan), im Halbfinale gegen Mitteldeutschland (3:1; mit Richard Hofmann, Erwin Helmchen) sowie im Finale am 9. März 1930 in Altona gegen Brandenburg mitgewirkt. Im Bahrenfelder-Stadion brachte er in der 40. Minute den Norden mit 1:0 in Führung. Den Treffer zum 2:0-Endstand erzielte Clubkollege Horn in der 68. Minute. Sommer bildete mit Werner Widmayer von Holstein Kiel den rechten Flügel der erfolgreichen Nordvertretung. Gegen Westdeutschland hatte er es mit dem Internationalen Heinrich Weber und im Finale mit TeBe-Verteidiger Hans Brunke zu tun gehabt. Der Auswahlspieler von Hamburg und Norddeutschland gehörte 1928 auch dem erweiterten Olympiaaufgebot (ohne Spiel) unter Reichstrainer Otto Nerz an.
Seine letzte HSV-Saison spielte der in Hamburg zum Lithograph ausgebildete Sommer in der Serie 1930/31. In der Oberliga Hamburg absolvierte er beim Meisterschaftserfolg zehn Ligaspiele mit vier Toren. Beim nachfolgenden Gewinn der norddeutschen Meisterschaft war er in allen drei Spielen im Einsatz und erzielte ein Tor. Der Siegeszug endete für Sommer und den HSV im Halbfinalspiel in der Endrunde um die deutsche Meisterschaft am 31. Mai 1931 in Leipzig durch eine 2:3-Niederlage nach Verlängerung gegen Hertha BSC. Sommer gelang dabei in der 85. Minute der Anschlusstreffer zum 1:2. Er hatte auch die zwei vorherigen Spiele gegen Beuthen 09 (2:0) und Eintracht Frankfurt (2:0) jeweils auf Rechtsaußen bestritten.
Zum Start der Saison 1931/32 am 30. August 1931 erzielte er auf Rechtsaußen beim 7:0-Heimerfolg gegen St. Pauli noch zwei Tore für den HSV, stand am 6. September 1931 zum letzten Mal in der Hamburger Auswahl beim Städtespiel in Berlin, gehörte dann aber unmittelbar dem Kader des Deutschen Meisters der Jahre 1930 und 1931, Hertha BSC, an. Nach insgesamt 89 Ligaeinsätzen mit 53 Toren beendete Otto Sommer im September 1931 seine Spielertätigkeit beim Hamburger SV und zog nach Berlin.

### Berlin
Die Wechselfrist wurde dadurch umgangen, indem er an der Akademie der Künste eingeschrieben wurde und daher als Student keiner Sperre unterlag. Der Hamburger kam mit der Berliner Mentalität gut zurecht. Die offene, lockere und kameradschaftliche Art an der „Plumpe“ kam ihm im Gegensatz zur Hamburger Vornehmheit entgegen. Es wurde bei Hertha ehrlich und gerecht (inoffiziell) „gezahlt“, an alle. Johannes Sobek war eine beeindruckende Spielerpersönlichkeit, an deren Seite Sommer beim Erringen der Meisterschaften von Berlin-Brandenburg in den Jahren 1932/33 und 1934/35 mitwirken konnte. Er hat nach eigener Aussage bis 1939 bei Hertha gespielt, nach 1936 wohl nur noch in unteren Mannschaften. Danach wirkte er noch beim FC Oase, einer Prominentenmannschaft mit Schauspielern, Filmleuten und Journalisten, bei Spielen für wohltätige Zwecke mit.
Als er nach dem Zweiten Weltkrieg aus der Gefangenschaft zurückgekehrt war, hat er noch bei ein paar Spielen beim VfL Lohbrügge in Hamburg-Bergedorf mitgewirkt.

## Beruf/Leben
Als selbständiger Grafiker – er hat den blau-weiß-schwarzen Rhombus für den HSV mitentworfen – und später als freier Mitarbeiter einer Filmfirma in Wedel, Schleswig-Holstein, nahm er sein „Leben nach dem Fußball“ in die Hand. Dort, vor den Toren Hamburgs lebte Otto Sommer mit Ehefrau und Sohn im Eigenheim. Er verstarb im Jahr 1995.